# Tremblois-lès-Carignan
Tremblois-lès-Carignan ist eine französische Gemeinde mit 135 Einwohnern (Stand: 1. Januar 2022) im Département Ardennes in der Région Grand Est. Die Gemeinde gehört zum Arrondissement Sedan und zum Kanton Carignan. Die Einwohner werden Trembloisiens genannt. 

## Geografie
Tremblois-lès-Carignan liegt etwa 32 Kilometer ostsüdöstlich vom Stadtzentrum Sedans in den Argonnen an der Grenze zu Belgien. Umgeben wird Tremblois-lès-Carignan von den Nachbargemeinden Matton-et-Clémency im Norden und Nordwesten, Florenville im Nordosten (Belgien), Mogues im Osten, Puilly-et-Charbeaux im Süden und Südosten sowie Les Deux-Villes im Westen und Südwesten.

## Bevölkerungsentwicklung
| 1962                      | 1968 | 1975 | 1982 | 1990 | 1999 | 2006 | 2011 | 2016 |
| ------------------------- | ---- | ---- | ---- | ---- | ---- | ---- | ---- | ---- |
| 132                       | 122  | 135  | 126  | 120  | 125  | 113  | 114  | 164  |
| Quelle: Cassini und INSEE |      |      |      |      |      |      |      |      |

## Sehenswürdigkeiten

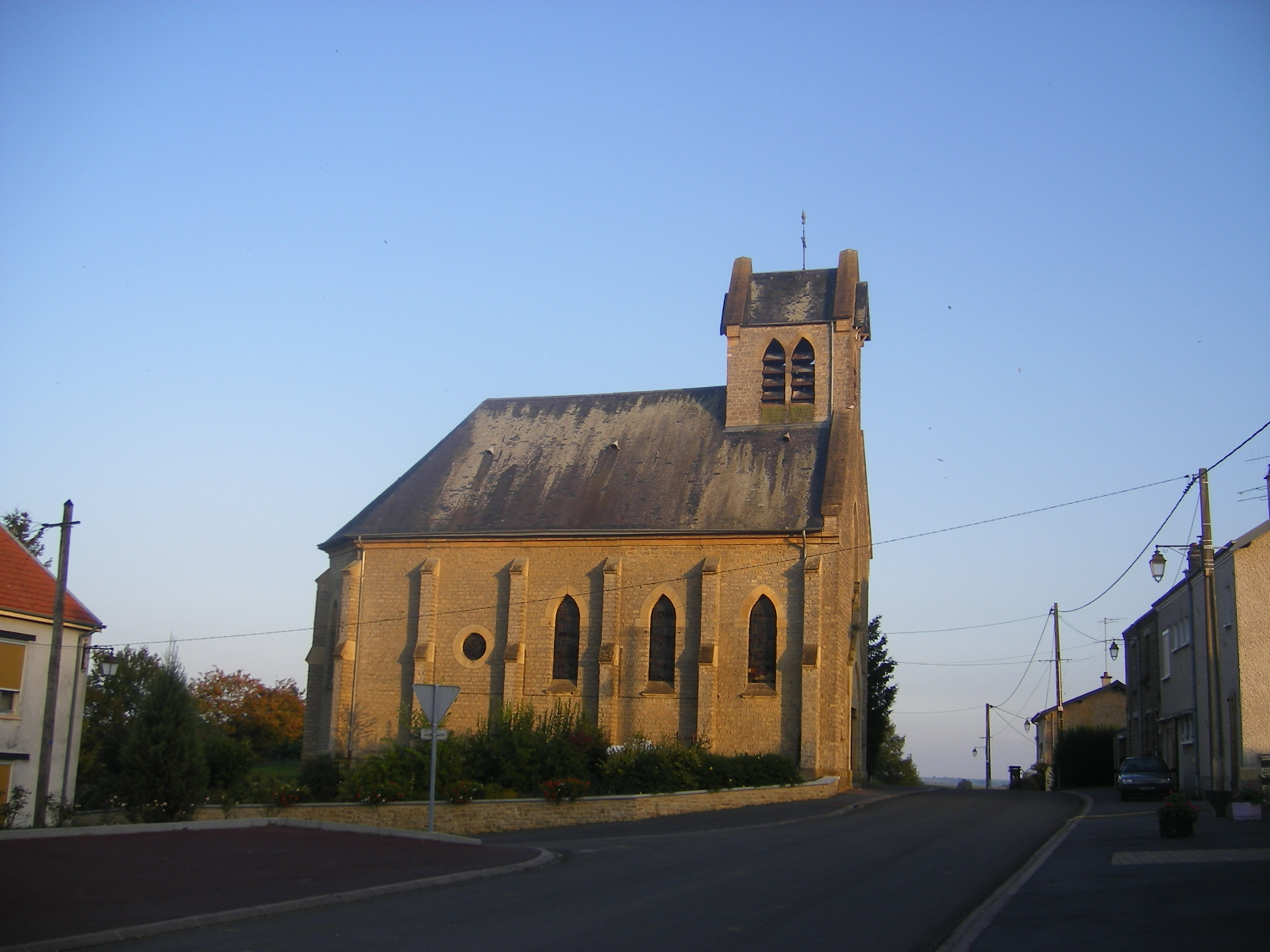
Kirche Sainte-Croix

- Kirche Sainte-Croix